# 1988 في الهند
فيما يلي قوائم الأحداث التي وقعت خلال عام 1988 في الهند.

## أفلام
من الأفلام التي صدرت هذه السنة في الهند:
- 1 يناير – من كارثة إلى كارثة من إخراج منصور خان [الإنجليزية]‏.

## كتب
من الكتب التي صدرت هذه السنة في الهند:
- 1 سبتمبر – آيات شيطانية من تأليف سلمان رشدي.

## مواليد

### يناير
- 11 يناير – سانام سينغ لاعب كرة مضرب هندي.

### مارس
- 20 مارس – فيرات كولهي لاعب كركيت هندي.

### أبريل
- 8 أبريل – ثاقب سليم
- 25 أبريل – أريجيت سينغ مغني هندي.

### مايو
- 1 مايو – أنوشكا شارما ممثلة هندية.
- 29 مايو – سوربي جيوتي ممثلة هندية.

### يونيو
- 28 يونيو – فيفيان دسينا

### يوليو
- 8 يوليو – تارا إيير لاعبة كرة مضرب هندية.

### أغسطس
- 23 أغسطس – فاني كابور مغنية هندية.

### سبتمبر
- 12 سبتمبر – براتشي ديساي ممثلة هندية.
- 21 سبتمبر – كانيشثا دانكار
- 22 سبتمبر – سناء سعيد

### أكتوبر
- 20 أكتوبر – جيفان نيدونتشيزييان لاعب كرة مضرب هندي.
- 22 أكتوبر – بارنيتي تشوبرا ممثلة هندية.
- 25 أكتوبر – كريتيكا كامرا ممثلة هندية.

### نوفمبر
- 28 نوفمبر – يامي غوتام ممثلة هندية.

### ديسمبر
- 6 ديسمبر – رافيندرا جاديجا لاعب كريكت.

## وفيات

### مايو
- 11 مايو – كيم فيلبي (مواليد 1912) جاسوس ورجل مخابرات.

### أغسطس
- 17 أغسطس – محمد ضياء الحق (مواليد 1924)

### أكتوبر
- 9 أكتوبر – منى بيست (مواليد 1924) رائدة أعمال هندية.